# کارلوس جین
کارلوس جین (اسپانیایی: Carlos Jean‎؛ ‏ ۱۵ ژوئن ۱۹۷۳) موسیقی‌دان، دی‌جی و تهیه‌کننده موسیقی اهل اسپانیا بود. وی یکی از پایه‌گذاران گروه موسیقی «نایواجین» (به‌همراه نایوا نیمری) است و تهیه‌کننده برخی از مهم‌ترین آثار هنرمندان اسپانیایی و آمریکای لاتین در دهه ۲۰۰۰ بوده‌ و هفت بار نامزد دریافت جایزه گرمی لاتین شده‌است.
وی به‌دنبال زمین‌لرزه ۲۰۱۰ هائیتی، به منظور جمع‌آوری پول و کمک به بازماندگان زلزله، تک‌آهنگی به نام «آه هائیتی» را با همکاری ۲۵ سلبریتی و خواننده سرشناس از جمله شکیرا، میگل بسه، خوانس، آلخاندرو سانز، کاکا، آندرس اینیستا، سرخیو آگوئرو و پاز وگا منتشر کرد که به مدت دو هفته در صدر جدول تک‌آهنگ‌های اسپانیا باقی ماند.
از فیلم‌هایی که وی در ساخت موسیقی‌شان مشارکت داشته‌است، می‌توان به نامه و حمله به بانک مرکزی اشاره کرد.